# ميغيل كانتو
ميغيل كانتو (بالإسبانية: Miguel Canto)‏ مواليد 30 يناير 1948 في ماردة، ولاية يوكاتان، المكسيك، هو ملاكم مكسيكي يصنف ضمن فئة وزن الذبابة. حقق بطولة المجلس العالمي للملاكمة.

## إحصائيات
خاض خلال مسيرته 74 نزالا، فاز في 61 وتعادل في 4 وخسر في 9. فاز بالضربة القاضية في 14 نزالا.

## روابط خارجية
- ميغيل كانتو على موقع بوكس ريك (الإنجليزية) (registration required)